# 平福乡 (上思县)
平福乡，是中华人民共和国广西壮族自治区防城港市上思县下辖的一个乡镇级行政单位。

## 行政区划
平福乡下辖以下地区：
公安村、那明村、板含村、明旺村、六改村、平福村、岽辽村、雄杰村和伟华村。